# 奥尔夫根
奥尔夫根是德国莱茵兰-普法尔茨州的一个市镇。总面积3.74平方公里，总人口247人，其中男性116人，女性131人（2011年12月31日），人口密度66人/平方公里。